# Băbdiu, Cluj
Băbdiu, mai demult Zăpârț, (în maghiară Zápróc), este un sat în comuna Bobâlna din județul Cluj, Transilvania, România.

## Istoric
Prima atestare documentară a satului este din 1507, când apare cu numele Zaproch.

## Galerie de imagini

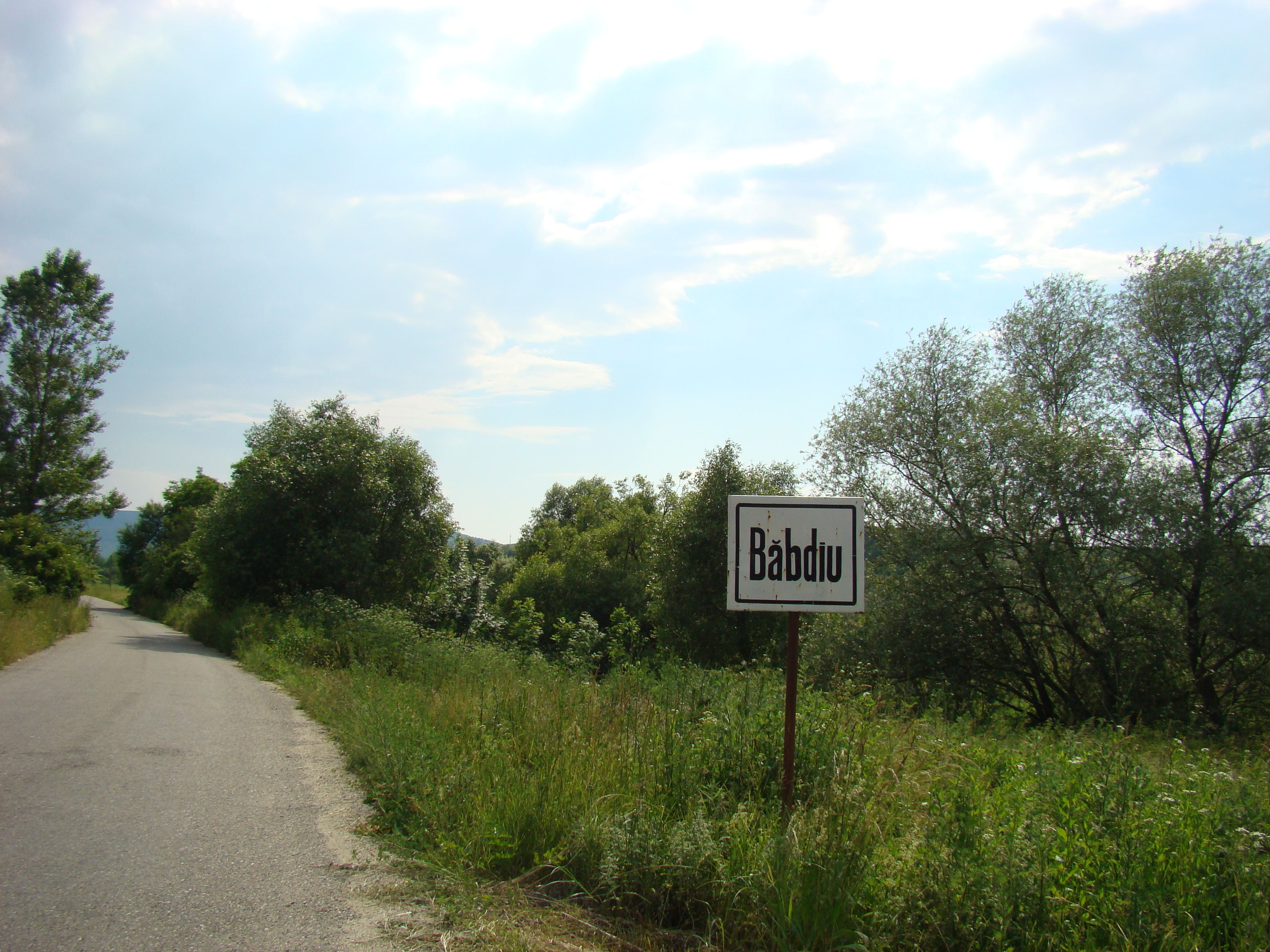
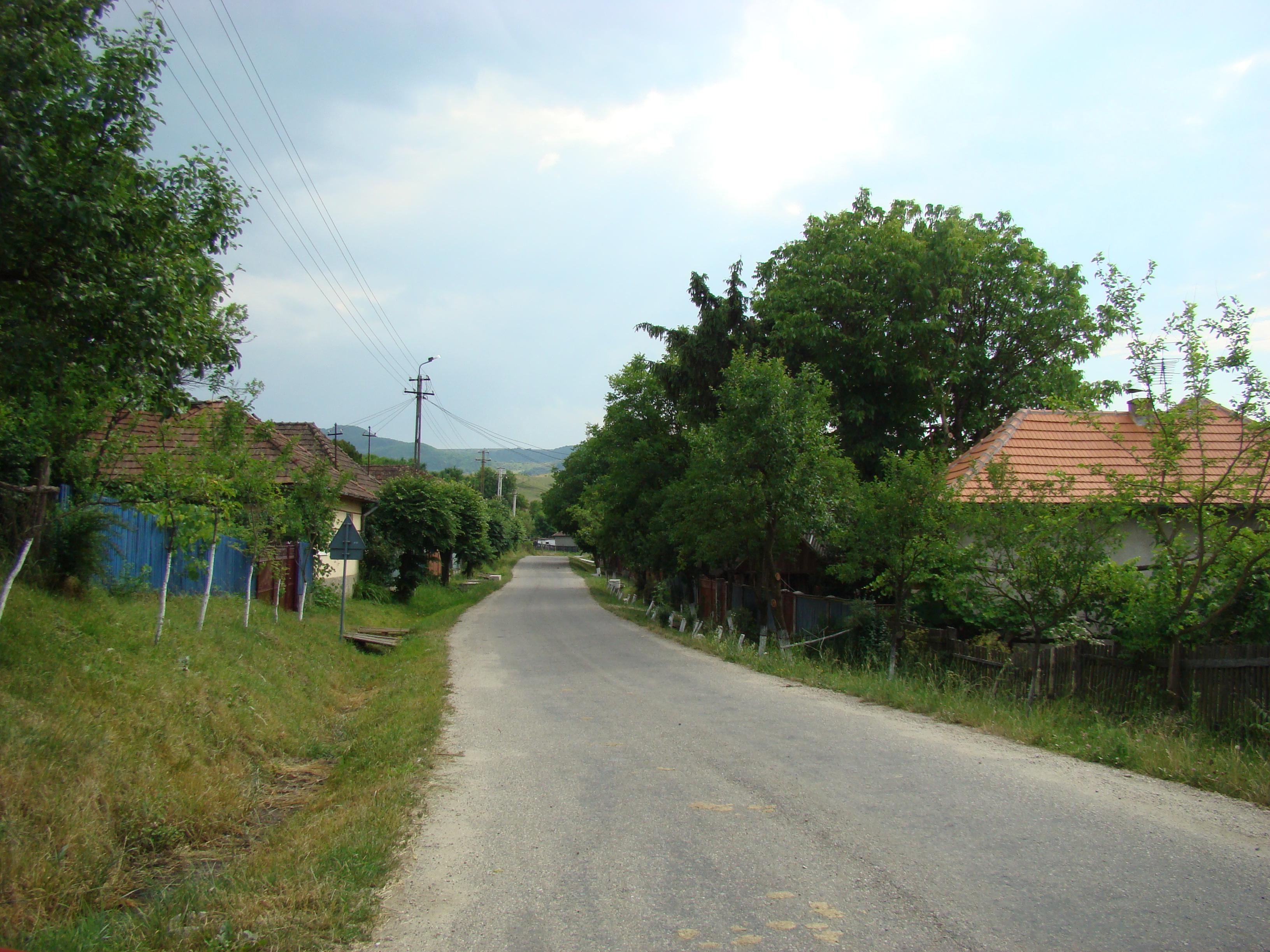
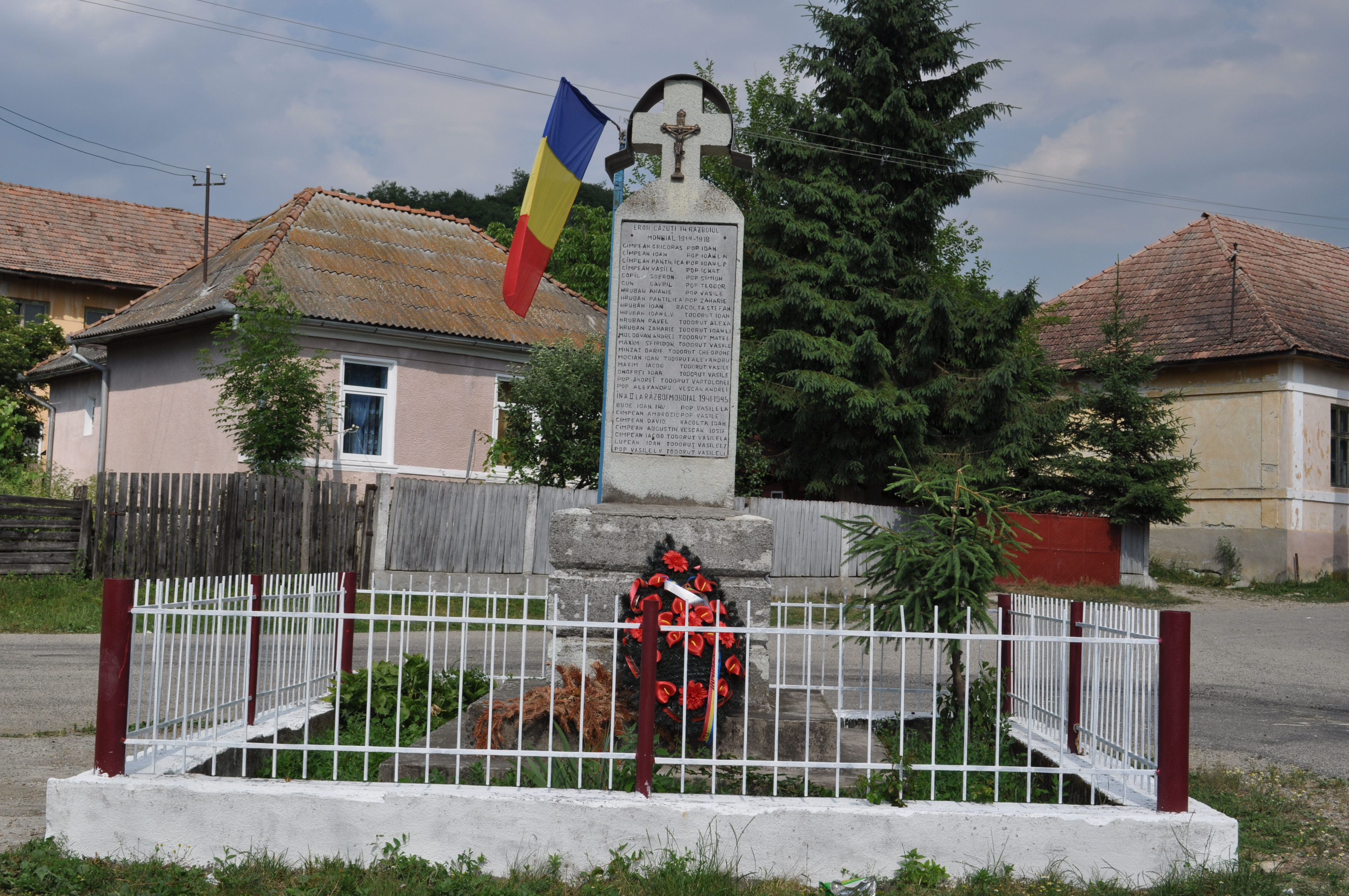
Monumentul Eroilor
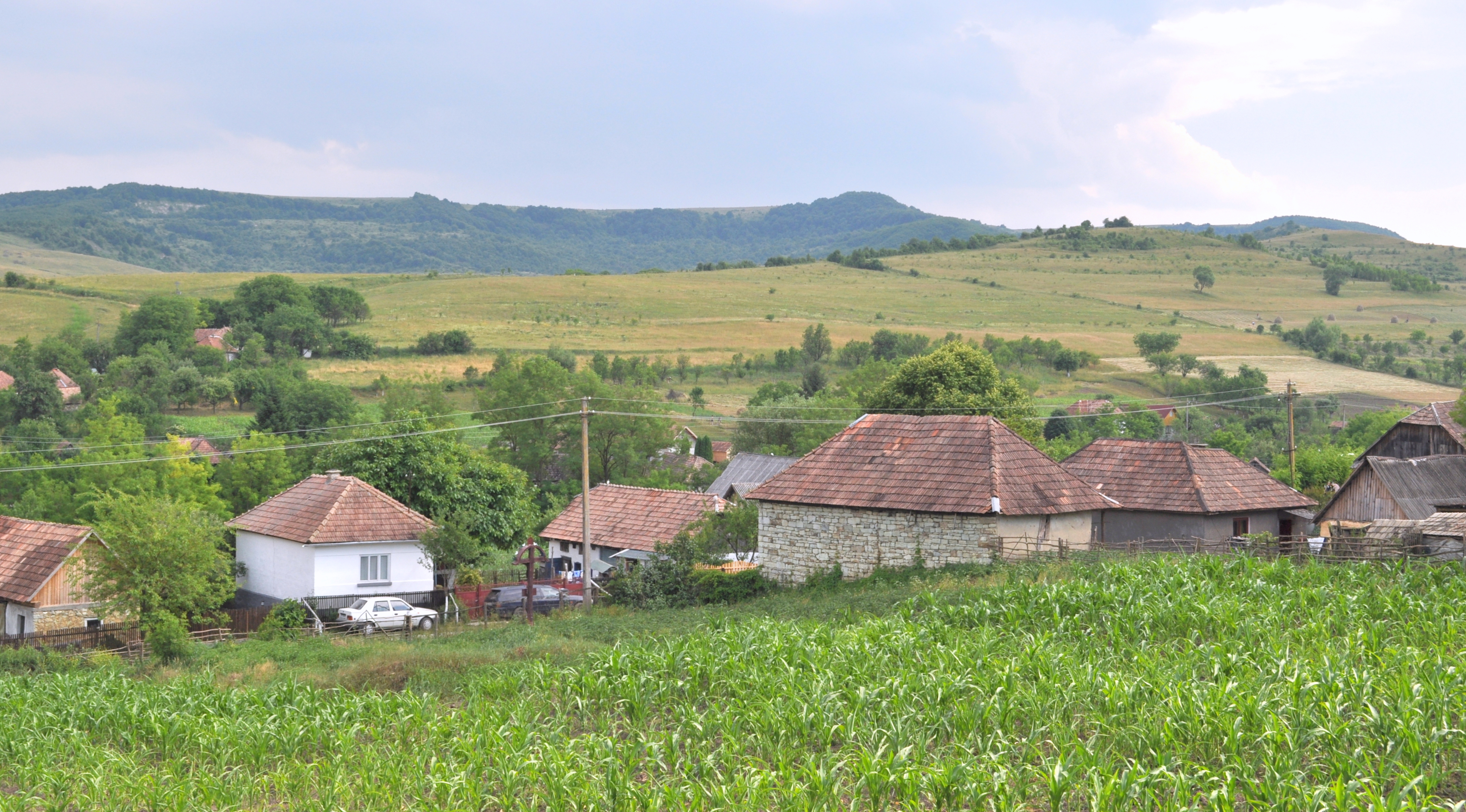
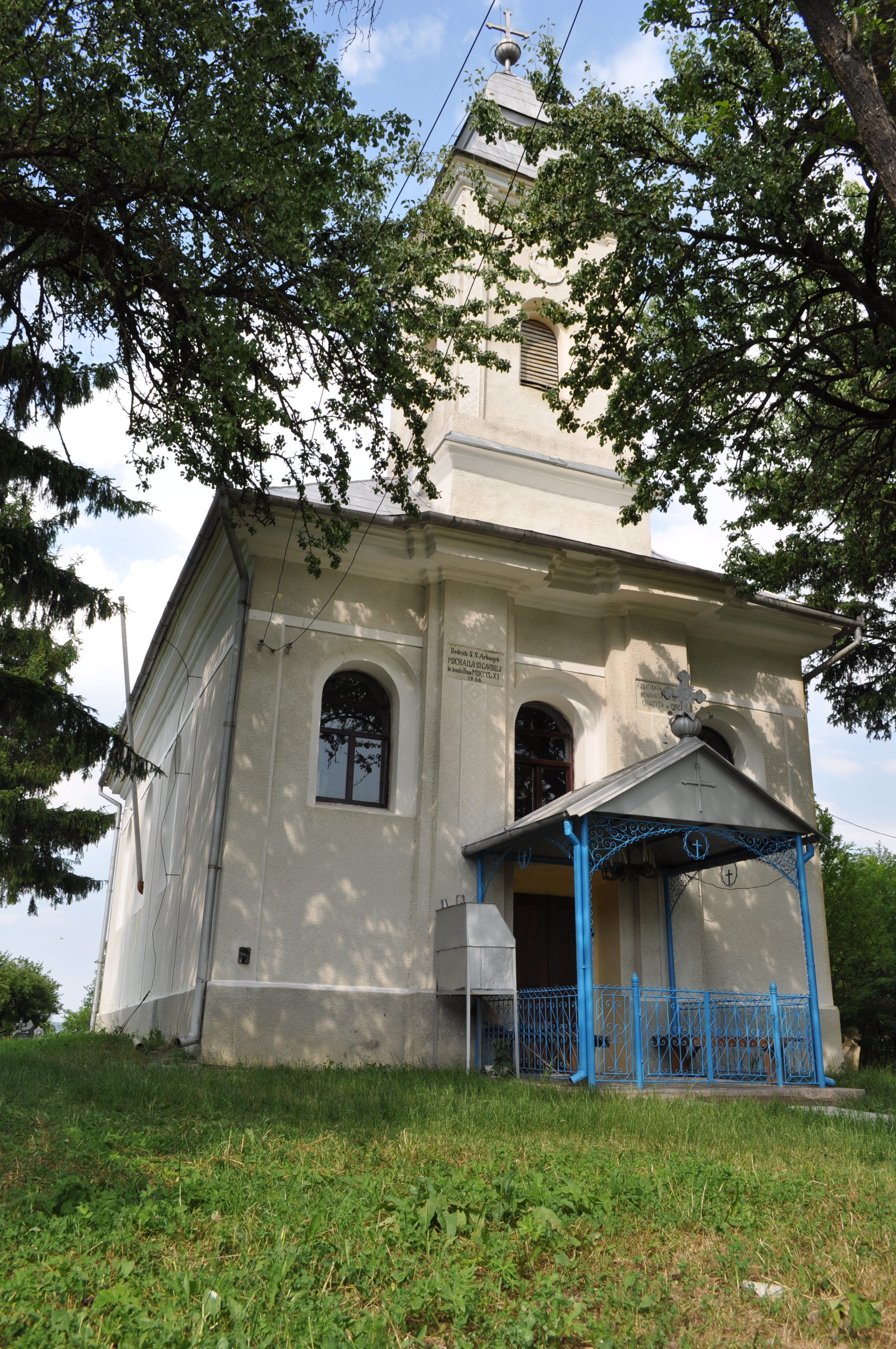
Biserica ortodoxă „Sfinții Arhangheli” (1866)
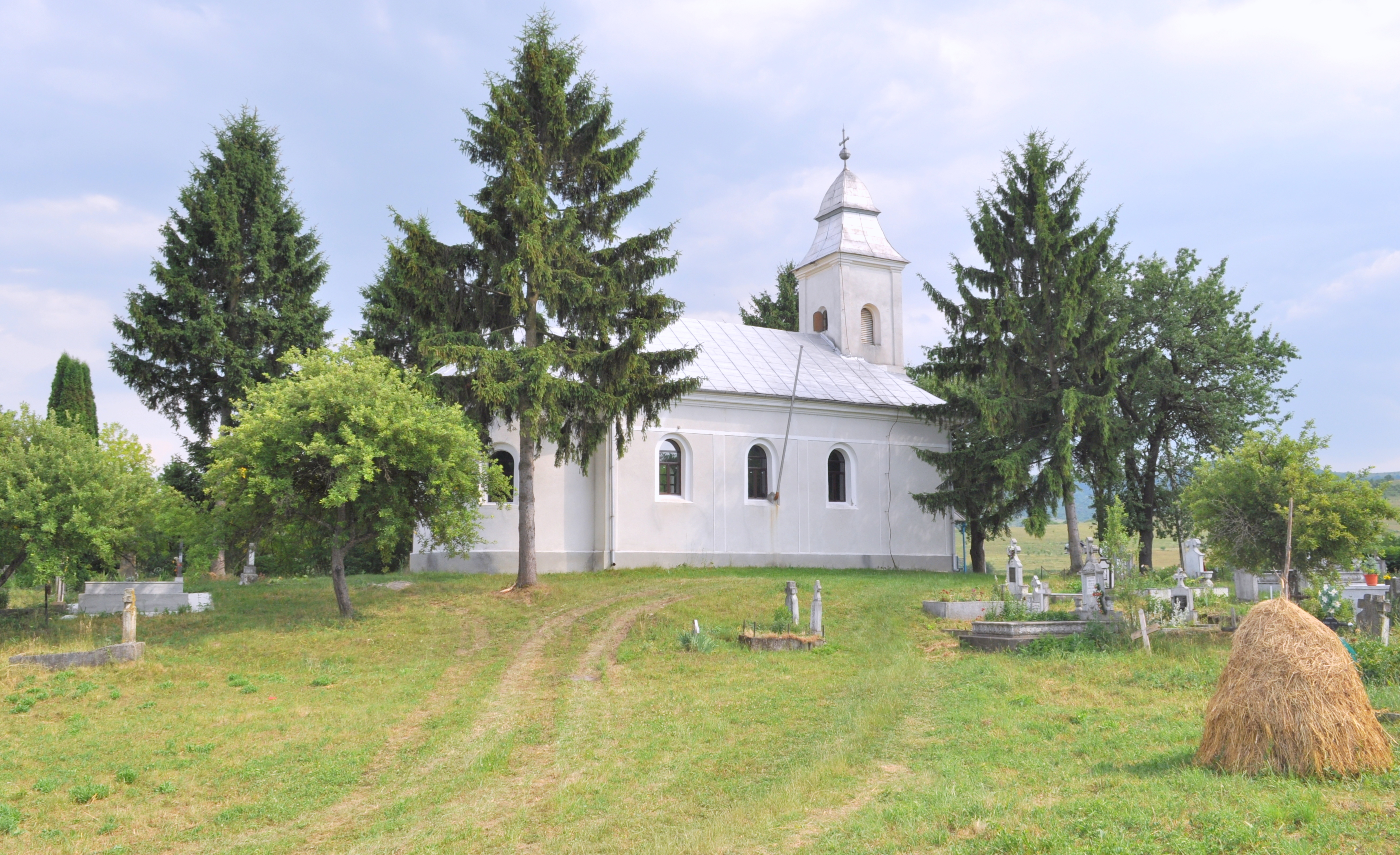
Biserica ortodoxă „Sfinții Arhangheli” (1866)

## Legături externe
Materiale media legate de Băbdiu la Wikimedia Commons